# سونه آندرشون
سونه آندرشون (سوئدی: Sune Andersson; ۲۲ فوریهٔ ۱۹۲۱ – ۲۹ آوریل ۲۰۰۲) بازیکن و مربی فوتبال اهل سوئد بود.
از باشگاه‌هایی که در آن بازی کرده‌است می‌توان به باشگاه فوتبال ای‌آی‌کی، باشگاه فوتبال آ.اس. رم، و باشگاه فوتبال کالمار اشاره کرد.
وی به‌همراه تیم ملی فوتبال سوئد در بازی‌های المپیک تابستانی ۱۹۴۸ به مقام قهرمانی دست پیدا کرده‌است.